# Jorge Pardo (musicien)
Pour les articles homonymes, voir Pardo.
Jorge Pardo est un flûtiste et saxophoniste espagnol, né à Madrid le 1er décembre 1956.

## Biographie
Les études musicales de Jorge Pardo commencent à l'âge de 14 ans dans le Conservatoire Royal de Madrid. Depuis le début, il se sent attiré par le jazz, fait qui se concrétise durant ses premières représentations au sein de groupes universitaires.
Après avoir joué avec plusieurs musiciens professionnels, il forme Dolores, son premier groupe, avec Pedro Ruy-Blas, devenant une référence dans le paysage musical espagnol. Il connaîtra plus tard Paco de Lucía, l'accompagnant dans plusieurs de ses tournées mondiales, partageant la scène avec les plus grandes figures du jazz international.
Jorge Pardo représente alors une nouvelle référence du jazz fusion au début des années 1980, qui a déjà développé son propre style, de racines, ce qui se reflète sur son premier LP comme soliste, un album éponyme sorti en 1982 sur Blau. Après avoir fait partie du sextet de Paco de Lucía durant quelques années, Jorge Pardo intègre le sextet de Carles Benavent aux côtés de Tino di Geraldo, Joan Albert Amargós, Gil Goldstein, Rubem Dantas et Othello Molineux.
En 1995, il enregistre, avec Carles Benavent et Tino di Geraldo, le Concierto de Sevilla, dans lequel le métissage en latino, flamenco et jazz prend une dimension propre dans le paysage musical.
Avec Francis Pose et J. Vázquez “Roper”, il fonde le trio d'3 qui a sorti deux albums jusqu'à maintenant.
Il a produit divers album en tant que soliste, en faisant évidente sa marque dans la fusion et l'expérimentation musicale. El canto de los guerreros, Mira et 2332 en font partie.
Depuis 2004, Jorge Pardo a pris part à la tournée internationale de Chick Corea, appelée Touchstone Tour.

## Discographie sélective

### Soliste
- Jorge Pardo (Blau, 1982)
- El canto de los Guerreros (Linterna, 1984)
- A mi aire (Nuevos Medios, 1991)
- Veloz hacia su destino (Nuevos Medios, 1993)
- Las cigarras son quizá sordas (Nuevos Medios, 1994)
- 2332 (Nuevos Medios, 1997)
- Mira (Nuevos Medios, 2001)
- Vientos Flamencos (Manantial de Músicas, 2005)